# Manol Konomi
Manol Konomi (ur. 25 listopada 1912 w Poliçanie k. Gjirokastry, zm. 3 czerwca 2002 w Tiranie) – albański polityk i prawnik, minister sprawiedliwości w latach 1944-1951 w rządzie Envera Hodży.

## Życiorys
W latach 1924–1929 uczył się w greckojęzycznym szkole Zosimea w Janinie, a następnie we francuskojęzycznym liceum w Korfu. W 1929 uzyskał stypendium państwowe i wyjechał do Tuluzy, gdzie na miejscowym uniwersytecie studiował początkowo weterynarię, a potem podjął studia prawnicze. Po powrocie do kraju w 1934 przez dwa lata nie posiadał stałego zatrudnienia. Dopiero w 1937 podjął pracę w sądzie okręgowym w Korczy. W tym samym roku związał się z grupą komunistyczną działającą w Korczy.
W sądzie w Korczy pracował do 1939, a następnie w czasie okupacji włoskiej skierowano go do pracy w sądzie okręgowym w Peshkopii. W 1941 ponownie powrócił do Korczy. W 1943 zatrzymany przez włoską policję został usunięty z pracy i internowany przez kilka miesięcy w Porto Romano.
Od 1942 był członkiem Komunistycznej Partii Albanii, od 24 maja 1944 należał do Rady Naczelnej Ruchu Narodowowyzwoleńczego. W tym samym roku objął stanowisko ministra sprawiedliwości w pierwszym rządzie komunistycznym Envera Hoxhy. W lipcu 1945 na polecenie rządu albańskiego zaangażował się w działania na rzecz pozyskania mniejszości greckiej w Albanii dla budowy systemu komunistycznego.
W 1946 uzyskał mandat deputowanego do Zgromadzenia Ludowego. Po usunięciu Sejfulli Malëshovy przez kilka miesięcy pełnił funkcję ministra edukacji ad interim. W latach 1948–1951 członek Komitetu Centralnego Albańskiej Partii Pracy.
Po zamachu bombowym na ambasadę ZSRR w Tiranie w 1951, Konomi został usunięty ze stanowiska ministra i z władz partii, a w 1953 wyrzucony z partii. Według syna Maksima, dymisja jego ojca była związana z odmową podpisania dekretu umożliwiające rozstrzeliwanie bez sądu osób podejrzanych o udział w zamachu. Przez kolejne lata pracował w zawodzie prawnika.
Od 1991 wspólnie z Kujtimem Cashku i Rustemem Gjatą tworzył Forum Ochrony Praw i Wolności Człowieka. W 1992 został mianowany sędzią Sądu Konstytucyjnego (Gjykata Kushtetuese e Republikës së Shqipërisë), z funkcji tej zrezygnował w 1997 w czasie rewolucji piramidowej.
Imię Konomiego nosi jedna z ulic we wschodniej części Tirany (dzielnica Pazari i Ri).

## Publikacje
- 1964: Ditë puna në kooperativat bujqësore
- 1976: Organizimi në ekonomitë bujqësore socialiste : për specialitetin agronomi të shkollës së mesme bujqësore
- 2005: Ferma bujqësore në kushtet e ekonomisë së tregut